# ستون باشا

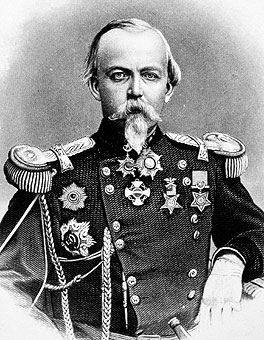
ستون باشا أثناء خدمته بالجيش المصري

تشارلز بومروي ستون (بالإنجليزية: Charles Pomeroy Stone)‏ أو ستون باشا كما عُرف في مصر (30 سبتمبر 1824 ـ 24 يناير 1887) هو ضابط بالجيش الأمريكي ومهندس مدني ومسّاح، خدم في الجيش المصري في عهدي إسماعيل باشا وتوفيق باشا رئيسًا للأركان، وشارك في بناء القاعدة التي نُصب عليها تمثال الحرية.
برز ستون في الحرب المكسيكية الأمريكية فاستحق ترقيتين استثنائيتين، ثم استقال من الجيش وعمل مسّاحًا لدى الحكومة المكسيكية، لكنه لم يلبث أن عاد إلى الجيش الأمريكي ليخوض الحرب الأهلية الأمريكية متطوعًا في صفوف الجيش الاتحادي، حيث خدم برتبة جنرال، غير أنه اتُّهم بالمسؤولية عن هزيمة الجيش الاتحادي في معركة بولز بلاف (بالإنجليزية: Battle of Ball's Bluff)‏ فاعتُقل وسجن دون محاكمة لستة أشهر تقريبًا، ثم أُطلق سراحه ولم يُسمح له بتولي أي موقع قيادي فيما تبقى من الحرب، وبعد الحرب عمل مهندسًا مدنيًا، ثم أشرف على شركة دوفر للمناجم في فرجينيا حتى سنة 1869.

## خدمته في الجيش المصري
عقب انتهاء الحرب الأهلية الأمريكية، طلب الجيش المصري حوالي خمسين ضابطًا ممن خاضوا الحرب من الجانبين للخدمة فيه، فانتقل ستون إلى خدمة الجيش المصري باقتراح من الجنرال ويليام شيرمان (القائد العام للجيش الأمريكي آنذاك)، ليوليه الخديو إسماعيل قيادة أركان الجيش برتبة فريق بين عامي 1870 و1883، حيث خدم في عهدي إسماعيل وولده توفيق، ومُنح رتبة الباشوية. وقد ظل ستون إلى جوار الخديو توفيق حين قامت الثورة العرابية، ثم عاد إلى الولايات المتحدة الأمريكية في سنة 1883 ليعمل مهندسًا مدنيًا.